# Chindaswinthe
Chindaswinthe (en gotique Kinþaswinþs, en espagnol Chindasvinto), né en 563, mort le 30 septembre 653, est un roi wisigoth d'Hispanie et de Septimanie de 642 à 653. Il succède au jeune roi Tulga, dont il réussit à usurper le trône grâce à une conjuration. Par la suite, il se fait élire par les nobles et oindre par les évêques le 30 avril 642. Sous son règne l'État est assaini, la corruption éliminée, les révoltes étouffées et nouvelles lois établies. Le Septième concile de Tolède est convoqué le 16 octobre 646.

## Biographie

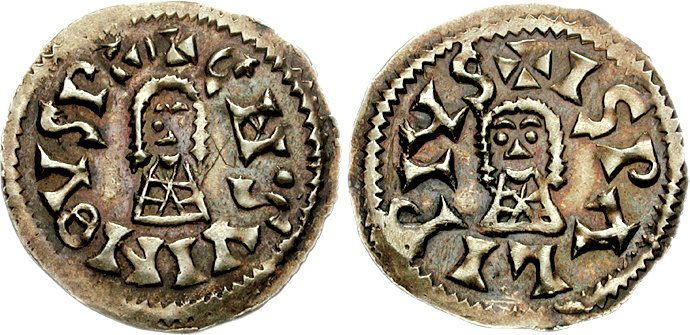
Monnaies de Chindaswinthe.

Chindaswinthe convoque dans la région de Burgos une assemblée de nobles wisigoths ainsi que le « peuple », et il est proclamé roi à Pampliega, malgré son âge avancé. Tulga est déposé, tonsuré et cloîtré. Dès sa montée sur le trône, le 30 avril 642, il affirme l'autorité royale face à la noblesse rebelle qu'il soumet violemment en organisant une véritable purge au sein de la haute noblesse gothique : il fait exécuter deux cents Goths appartenant aux familles les plus nobles et cinq cents appartenant à des familles de rang inférieur, et distribua à ses leudes leurs femmes, leurs filles et leurs biens. Ses opposants se réfugient principalement en Septimanie ou chez les Vascons.
Le Septième concile de Tolède tenu en 646 approuve ses actes et les appuie, en durcissant les peines à appliquer contre quiconque se dresserait contre le roi, n'épargnant même pas les ecclésiastiques qui y prêteraient un appui. À ce concile nombre d'évêques ne se présentent pas en raison de l'ingérence du monarque dans les affaires ecclésiastiques : le roi a limité le droit d'asile du clergé dans les églises, il a mis fin à certains de ses privilèges légaux (en imposant des sanctions pécuniaires aux ecclésiastiques qui ne se présentent pas devant les tribunaux civils) et il nomme lui-même les évêques.
Ayant étouffé toute opposition, il assure au royaume l'ordre et la tranquillité, puis rend le trône héréditaire, en associant son fils Réceswinthe, à la demande des évêques, en raison de son âge avancé et contre les dispositions du IVe concile de Tolède ; c'est l'objet d'une proclamation faite le 20 janvier 648. À partir de cette date et jusqu'à la mort du vieillard, le 30 septembre 653, tous les deux gouvernent ensemble.
Bien qu'il soit implacable dans son action politique, Chindaswinthe est mentionné comme un grand bienfaiteur dans les annales de l'Église, à laquelle il fait de grandes donations de terres et de privilèges. Il assainit le trésor public, en partie grâce aux biens confisqués aux rebelles, en partie par l'instauration d'un système de recouvrement plus juste et plus efficace. Sur le plan militaire, il entreprend une campagne pour briser une rébellion des Vascons et une autre contre les rebelles lusitaniens.
En tant que législateur, Chindaswinthe promulgue une multitude de lois, se rapportant aussi bien à des questions politiques du Royaume, qu'à d'autres relatives à la vie économique et sociale. On ignore quelle est sa législation envers les Juifs dans la mesure où elle a existé ; selon Jean Juster, les juifs ne furent pas persécutés sous son règne.
Avec la collaboration d'un clerc prestigieux, Braule de Saragosse, il commence l'élaboration d'un code législatif unique pour les Goths et les Hispano-Romains que son fils Réceswinthe devait terminer et promulguer. Il s'agit du Liber Iudiciorum ou Code de Réceswinthe, qui abroge le Bréviaire d'Alaric utilisé précédemment pour les Hispano-Romains et le Code de Leovigild qui s'appliquait aux Goths.
Dans les dernières années de son règne le ressentiment de la noblesse (à laquelle il avait confisqué des terres) et du clergé (qu'il avait dépossédé de certains privilèges), jette le pays dans une situation de conflits, avec diverses rébellions dont nous ignorons les détails exacts, faute de sources.
Il semble que Chindaswinthe ait occupé les dernières années de sa vie dans des actes de pitié et de charité. Il fonde le monastère de San Román de la Hornija (es), à San Román de Hornija (près de Valladolid) pour qu'à sa mort (qui devait survenir à 90 ans), ses restes reposent dans un sépulcre à côté de ceux de son épouse Réciberge, avec laquelle il avait eu trois fils et une fille. Son épitaphe, écrite par Eugène III de Tolède, le définit comme : « impie, injuste et immoral ».
Selon la chronique des rois wisigoths (Chronica regum Visigotthorum), Chindusvinthus régna seul 6 ans, 8 mois et 11 jours et avec son fils Réceswinthe, 4 ans, 8 mois et 11 jours.

## Descendance
- Réceswinthe, fils qu'il eut de son épouse Réciberge, associé au pouvoir à partir de 649 ;
- Galvinda, fille de Réciberge, elle épousera Froïla, duc de Cantabrie.

Autres paternités affirmées :
- Théodefrède, duc de Cordoue, qui épousera la noble Rekilona ;
- Favila ou Fafila, fils illégitime, duc de Cantabrie ; de lui viendra la dynastie royale des Asturies.

Selon Christian Settipani, Favila aurait pour père Agila (Aquila, Aquilo) de Liébana.

#### Sources anciennes
- Chronique de Frédégaire (lire en ligne).

#### Sources modernes
- Henri Leclercq, L'Espagne chrétienne, V. Lecoffre, 1906.
- (en) Roger Collins, Visigothic Spain, 409–711, Blackwell Publishing, 2004.
- (en) Edward A. Thompson, The Goths in Spain, Oxford, Clarendon Press, 1969.
- Jules Tailhan, « Chindasvinthe », Anonyme de Cordoue. Chronique rimée des derniers rois de Tolède et de la conquête d'Espagne par les Arabes, éd. et annotée par Jules Tailhan, Paris, 1885, p. 87 (lire en ligne).